# Reino de Gran Bretaña
El Reino de Gran Bretaña (en inglés, Kingdom of Great Britain), oficialmente Gran Bretaña (en inglés, Great Britain), Reino Unido de Gran Bretaña (en inglés: United Kingdom of Great Britain) o Reino Unido (United Kingdom), fue un Estado ubicado en la Europa Occidental que existió entre 1707 y 1800. Surgió de la unión de los reinos de Escocia e Inglaterra bajo el Acta de Unión de 1707 (Acts of Union 1707), que había sido concebido con fin de fundar un Estado unitario en la isla de Gran Bretaña. El nuevo parlamento y gobierno del reino tuvieron su sede en Westminster, Londres. Los dos antiguos reinos compartían su soberano desde la Unión de las Coronas en 1603.
En 1707, ambas monarquías dejaron de coexistir y surgió la Corona de Gran Bretaña. Se abolieron los parlamentos de Escocia y de Inglaterra, los cuales fueron unificados en el parlamento de Gran Bretaña. Parlamentarios de ambos países tomaban asiento en sus respectivos lugares en Londres (tanto en la Cámara de los Comunes como en la de los Lores), aunque la representación escocesa en el órgano legislativo era menor, debido a que su población así lo era. Bajo los términos de las Acts of Union, Escocia elegía a 45 parlamentarios para la Cámara de los Comunes y enviaba 16 a la Cámara de los Lores.
La victoria en la guerra de los Siete Años condujo al dominio del Imperio británico, que se convertiría en la principal potencia mundial durante más de un siglo. Gran Bretaña dominó el subcontinente indio mediante la expansión comercial y militar de la Compañía británica de las Indias Orientales en la India colonial. En las guerras contra Francia, obtuvo el control del Alto y el Bajo Canadá y, hasta sufrir la derrota en la Guerra de Independencia de los Estados Unidos, también tuvo dominio sobre las Trece Colonias. A partir de 1787, Gran Bretaña inició la colonización de Nueva Gales del Sur con la salida de la Primera Flota en proceso de transporte penal a Australia. Gran Bretaña fue uno de los principales beligerantes en las guerras revolucionarias francesas.
Tras el aplacamiento de la rebelión irlandesa de 1798, el Reino de Gran Bretaña quedó disuelto con la aprobación del Acta de Unión de 1800, por lo que el Reino de Irlanda y el Parlamento de Irlanda quedaban anexionados a la unidad política, dando origen al Reino Unido de Gran Bretaña e Irlanda.

## Estructura política
Los reinos de Inglaterra y Escocia, ambos en existencia desde el siglo IX, eran Estados independientes hasta que las Actas de la Unión entraron en vigor en 1707. Sin embargo, habían llegado a una unión personal en 1603, cuando Jacobo VI de Escocia sucedió a su prima Isabel I de Inglaterra como rey de Inglaterra (con el nombre de Jacobo I). Esta unión de las coronas en la Casa de Estuardo significaba que el conjunto de la isla de Gran Bretaña era gobernada ahora por un solo monarca, que en virtud de la Corona inglesa también gobernaba sobre el reino de Irlanda. Cada uno de los reinos mantuvo su propio parlamento y leyes (aunque hubo un breve intento de unión durante el interregno en el siglo XVII).
Esta disposición cambió drásticamente cuando el Acta de Unión de 1707 entró en vigor, con una corona unificada de Gran Bretaña y un solo parlamento unificado. Sin embargo, Irlanda se mantuvo formalmente separada hasta las Actas de la Unión de 1801. El Tratado de Unión, a condición de que la sucesión al trono británico estuviera en conformidad con el Acta de Liquidación Inglesa, en lugar de la Ley de Escocia de Seguridad, quedó sin efecto. El Acta de Liquidación requiso que el heredero al trono inglés fuese un descendiente protestante de la electora Sofía de Wittelsbach, lo que provocó la sucesión de Hannover solo unos pocos años después de la Unión.

## Rol de Irlanda
Como resultado de la Ley de Poynings de 1495, el Parlamento de Irlanda quedó subordinado al Parlamento de Inglaterra y, después de 1707, al Parlamento de Gran Bretaña. La Ley Declaratoria de 1719 del parlamento de Westminster (también llamada Ley de Dependencia de Irlanda de Gran Bretaña de 1719) señaló que la Cámara de los Lores irlandesa había "asumido recientemente un poder y una jurisdicción para examinar, corregir y enmendar" sentencias de los tribunales irlandeses y declaró que como el Reino de Irlanda estaba subordinado y dependiente de la corona de Gran Bretaña, el rey, a través del Parlamento de Gran Bretaña, tenía "pleno poder y autoridad para dictar leyes y estatutos de validez suficiente para obligar al Reino y al pueblo de Irlanda". La ley fue derogada por la Ley de derogación de la Ley para garantizar la dependencia de Irlanda de 1782. El mismo año, la constitución irlandesa de 1782 produjo un período de libertad legislativa. Sin embargo, la rebelión irlandesa de 1798, que buscaba poner fin a la subordinación y dependencia del país de la Corona británica y establecer una república, fue uno de los factores que llevaron a la formación del Reino Unido de Gran Bretaña e Irlanda en 1801.

## Reyes de Gran Bretaña
- 1707-1714: Ana I, reina de Inglaterra, Escocia, e Irlanda (de Irlanda desde 1702).
- 1714-1727: Jorge I.
- 1727-1760: Jorge II.
- 1760-1801: Jorge III (continuó reinando como rey del Reino Unido de Gran Bretaña e Irlanda hasta 1820).